# Formy zjawiskowe przestępstwa
Formy zjawiskowe przestępstwa – formy popełnienia przestępstwa wyróżniane z uwagi na współdziałanie sprawcy przestępstwa z innymi osobami. 
Systemy prawa karnego rozszerzają odpowiedzialność karną w płaszczyźnie podmiotowej. W polskim prawie karnym wyróżnia się:
- sprawcze postacie współdziałania – sprawstwo
- niesprawcze postacie zjawiskowe – podżeganie i pomocnictwo.